# Michelbach, Haut-Rhin

Michelbach este o comună în departamentul Haut-Rhin din estul Franței. În 2009 avea o populație de 354 de locuitori.

## Evoluția populației
| An        | 1975 | 1982 | 1990 | 1999 | 2006 | 2009 |
| --------- | ---- | ---- | ---- | ---- | ---- | ---- |
| Populație | 181  | 247  | 232  | 233  | 304  | 354  |